# Le Clown Bux
Pour plus de détails, voir Fiche technique et Distribution.
Le Clown Bux est une comédie dramatique française réalisée par Jacques Natanson, sortie en 1935

## Fiche technique
- Titre : Le Clown Bux
- Réalisation : Jacques Natanson
- Scénario : Jacques Norval, d'après la nouvelle éponyme d'Hans Possendorff
- Dialogues : Suzanne Chantal
- Direction artistique : Jean d'Eaubonne
- Photographie : Ted Pahle
- Chef opérateur : Charlie Bauer
- Son : Guy Moreau
- Montage : Claude Ibéria
- Musique : Roger Désormière, Jean Wiéner
- Société de production : Acta-Films
- Société de distribution : Les Productions Cinématographiques Internationales
- Pays d'origine :  France
- Format : Son mono  - Noir et blanc  - 1,37:1
- Genre : Comédie dramatique
- Durée : 90 minutes
- Date de sortie : 17 mars 1935 en France

## Distribution
- Henri Rollan : Pierre Buxeuil, alias le clown Bux, un artiste de cirque amoureux d'une jeune capricieuse
- Suzy Vernon : Nicole de Prastelny, une jeune fille capricieuse et romanesque, qui se laisse enlever par Pierre
- Hélène Robert : Nelly, une écuyère amie d'enfance de Pierre
- Pierre Larquey : le clown Boum, le père de Nelly
- Lilian Greuze : Monique Daumier, la cousine de Nicole
- Jean Debucourt : de Brissac, le fiancé de Monique
- Joe Alex : Tom, le serviteur noir de Pierre
- Gaston Modot : Benson, le cow-boy
- Joe Hamman : Rancho, le cow-boy partenaire de Benson
- Camille Bert : M. de Prastelny, le père de Nicole
- Max Maxudian : Djambie, le cornac hindou
- Jérôme Goulven : Vegas
- Teddy Michaud
- Rolla Norman
- Jean Fay